# Albert Hirte
Friedrich Wilhelm Albert Hirte (* 7. April 1833 in Berlin; † 24. Juli 1898 in Friedrichshagen) war ein deutscher Bankier und Gründer der Villenkolonie Hirschgarten.

## Leben

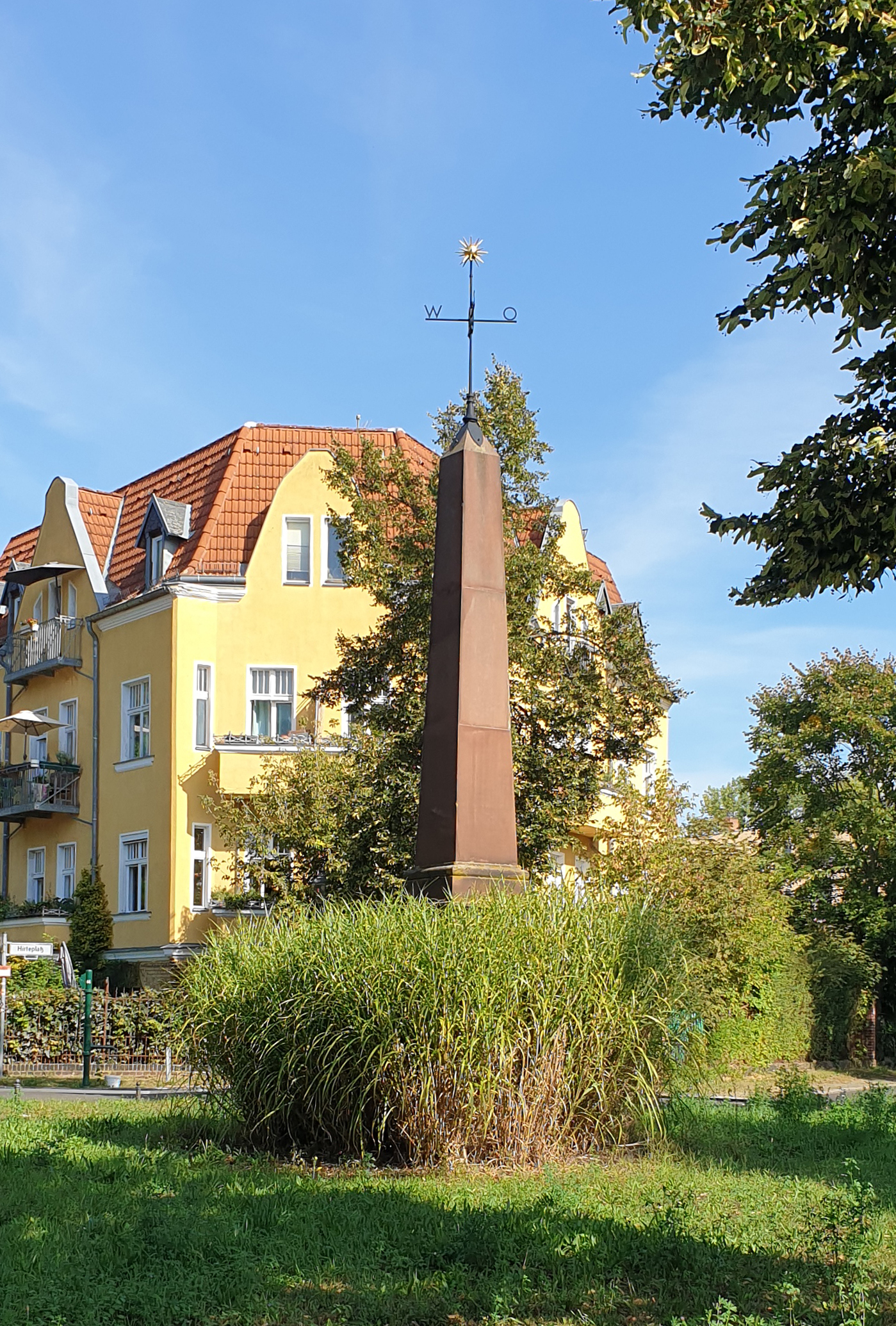
Denkmal für Friedrich Wilhelm Albert Hirte

Albert Hirte betrieb als Kaufmann ab 1857 zusammen mit Adolf Heinrich Bartenwerffer (1828–1890) die Firma Hirte & Bartenwerffer, Galanterie- und Kurzwarenhandel, in der Neuen Friedrichstraße 3. Ab 1862 hatte die Firma ihren Sitz in der Köpnicker Straße 121a und betrieb bald ein Bank- und Wechselgeschäft. Ab 1874 befand sich der Firmensitz im Haus Neue Rossstraße 1 und wurde nach dem Ausscheiden Bartenwerffers von Albert Hirte ab 1875 als Bankhaus A. Hirte weitergeführt. Um 1864 erbte Hirte die bei Köpenick gelegene große Kesselwiese am Störtgraben, die im Grundbuch unter dem Namen Hirschacker geführt wurde, und erwarb dazu 33 Morgen Land vom Gastwirt Konrad, dem der „Goldene Hirsch“ gehörte. Dort gründete Hirte im Juni 1870 eine Villenkolonie, die er in Anlehnung an den Hirschacker Hirschgarten nannte und deren Bebauung im August 1870 begann. Er ließ auch für sich ein repräsentatives Landhaus errichten, das er 1871 mit seiner Familie bezog und bis zu seinem Tod bewohnte. 1872 gründete Hirte die Union Baugesellschaft auf Aktien, deren Direktor er bis zu seinem Tod blieb. Albert Hirte wurde auf dem Alten Luisenstädtischen Friedhof am Südstern in Berlin-Kreuzberg beigesetzt.

## Familie
Albert Hirte heiratete 1859 Bertha Kaumann (1836–1898). Das Ehepaar hatte mehrere Kinder. Die Söhne führten sein Geschäft weiter.
- Peter August Alfred Hirte (1865–1942)[6] wurde als Bankier ab 1891 Gesellschafter der Firma A. Hirte[7] und Direktor der Union Baugesellschaft, sowie Handelsgerichtsrat und Direktor der Handelsstätte „Belle-Alliance“ AG.
- Gustav Albert Hirte (1867–1947)[8] wurde promovierter Rechtsanwalt und Bankdirektor (Deutsche Hypothekenbank AG, Berlin), sowie Justizrat.
- Karl Georg Johannes Hirte (1869–1931)[9] wurde Architekt und Direktor der Union Baugesellschaft.

## Ehrungen
- Um 1920 wurde der Platz „Am Stern“ in Friedrichshagen in Hirteplatz umbenannt[10] und die Hirtestraße in Köpenick nach ihm benannt.[11]
- Denkmal für Friedrich Wilhelm Albert Hirte, 1895 aufgestellt auf dem Sternplatz (heute Hirteplatz).